# リック・ヒル
リチャード（リック）・ヒル（英語:  Richard "Rick" Hill, 1946年12月30日 - ）は、アメリカ合衆国出身の政治家、共和党員。
1997年、アメリカ合衆国下院議員を2期務めたほか、2012年にはモンタナ州知事選挙に出馬した。

## 経歴・人物
1946年12月30日、ヒルはミネソタ州グランドラピッズで生まれ、4人兄弟の1人として、タイヤ修理工場の裏にあるワンルームのアパートで育った。1964年、ミネソタ州エイトキンのエイトキン高校を卒業。1968年にはセント・クラウド大学を卒業し、2005年にはカリフォルニア州ロサンゼルスのコンコード大学で法学博士号を取得した。保険会社に就職した後、保証人の会社を立ち上げた。
ルイスアンドクラーク郡の共和党管区委員および州委員、モンタナ科学技術同盟理事を務め、1993年から1996年までモンタナ州労働者災害補償委員会の委員長として、労働災害保証制度を改革し、保険料の削減と潜在債務の黒字化を行った。

## 連邦下院議員

### 選挙
1996年、ヒルはモンタナ州全州選挙区から下院議員に立候補。共和党の予備選挙では44％の得票率で当選した。総選挙では、環境保護庁の地域行政官を務めていた民主党のビル・イエローテールを52％対43％で破った。1998年11月、ヒルは2選を果たし、民主党の候補者で長年ミズーラ郡の弁護士を務めたダスティ・デシャンを53%対44%で破った。 2000年、ヒルは視力の問題を理由に3選を断念したが、その後視力は治療によって回復した。選挙では、共和党候補のデニー・レーバーグが、当時3期目の州教育長であったナンシー・キーナンを破り、勝利を収めた。

### 任期
1997年から2000年にかけて、ヒルは32本の法案を提出し、そのうち22本が委員会を通過せず、4本が議会で可決された。

## 2012年モンタナ州知事選挙
2010年11月、ヒルはモンタナ州知事選に立候補した。ランニングメイトは州上院議員のジョン・ソンジュであった。 2012年11月6日、ヒルは民主党のスティーブ・ブロックに48.9%対47.3%で惜敗した。

## 親族
1976年5月、ヒルの不倫が原因で、妻メアリー・ヒルから離婚を要求された。1980年に離婚が成立し、ヒルは3人の子供の親権を獲得した。その後、1983年にベティ・ヒルと再婚した。
- 母方の祖先 - ザカリー・テイラー：アメリカ合衆国第12代大統領[16]
- 母方の大伯父 - チャーリー・テイラー：モンタナ州上院議員。共産党員[16]。

## エピソード
- 4歳の頃、急性灰白髄炎(ポリオ)に感染し、半身不随となったが、ミネアポリスのシスター・ケニー研究所で治療を受け、無事に回復した。
- 2017年6月ごろまで、英語版Wikipediaの記事でヒルの出身地はミシガン州のグランドラピッズで生まれたと記載されていた。ヒルはモンタナ大学で行われたインタビューの中でWikipediaについて言及し、本当の出身地がミネソタ州のグランドラピッズであることを明かすとともに、誤記が起こった理由として、AP通信社の記者ボブ・アネスの記事の誤報が原因ではないかと述べている[16]。